# 拉佩尔迪格拉
拉佩尔迪格拉，是西班牙阿拉贡自治区韦斯卡省的一个市镇。总面积11平方公里，总人口110人（2001年），人口密度10人/平方公里。